# Spinus atratus
Il negrito della Bolivia (Spinus atratus Lafresnaye & d'Orbigny, 1837)  è un uccello passeriforme della famiglia Fringillidae.

## Etimologia
Il nome scientifico della specie, atratus, deriva dal latino ater ("nero") e significa "vestito a lutto", riferimento alla livrea di questi uccelli: anche il loro nome comune è un riferimento alla colorazione del piumaggio (negrito in spagnolo significa "negretto"), così come al loro areale.

## Descrizione

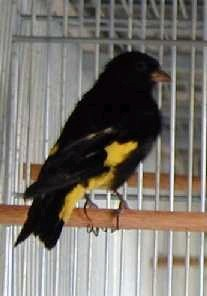
Maschio in cattività.

### Dimensioni
Misura 12–13 cm di lunghezza, per 15-16,8 grammi di peso.

### Aspetto
Si tratta di uccelletti dall'aspetto robusto, muniti di testa arrotondata, becco conico e sottile, ali appuntite e coda dalla punta lievemente forcuta.
Il piumaggio è inconfondibile, e frutta al negrito della Bolivia sia il nome comune che quello scientifico: l'intera livrea di questi uccelli è infatti dominata dal nero. Fanno eccezione degli ampi specchi alari sulle copritrici, le remiganti centrali, il sottocoda ed i lati delle rettrici caudali, che sono di colore giallo zolfo, oltre che l'area della cloaca, che presenta penne di colore bianco. Il dimorfismo sessuale (caso raro fra i fringillidi) è praticamente assente, in quanto le femmine tendono ad avere colorazione meno carica rispetto ai maschi, e talvolta sfumature giallastre anche sul basso ventre.

In ambedue i sessi le zampe sono di colore nerastro, il becco è di colore grigio-nerastro con tendenza a scurirsi in punta e gli occhi sono di colore bruno scuro.

## Biologia

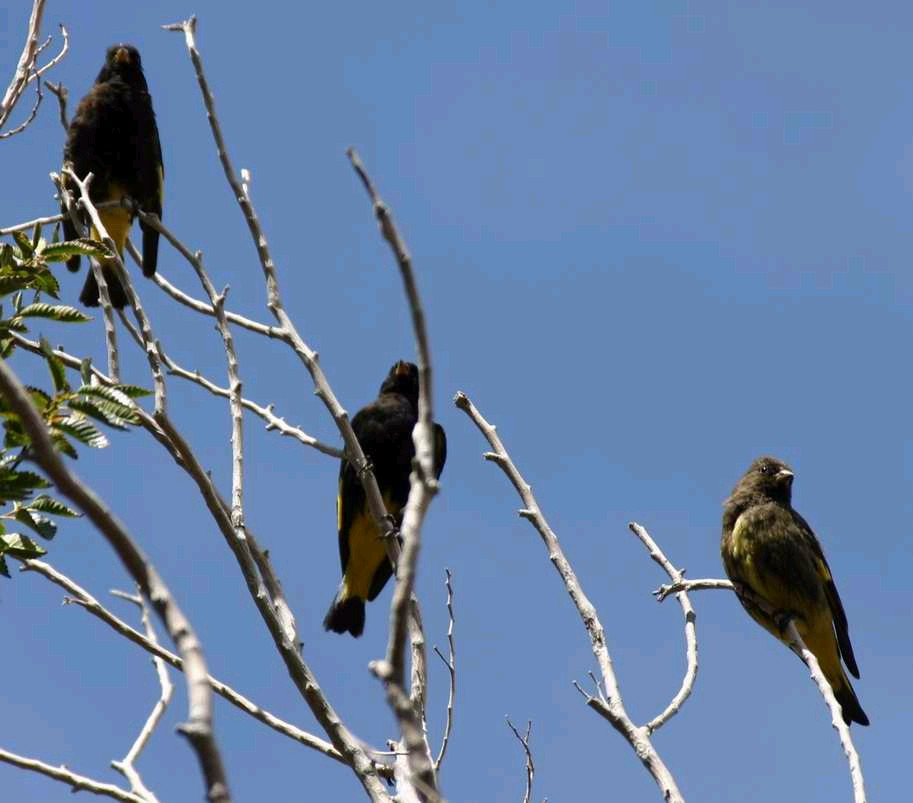
Gruppo in Argentina.

Si tratta di uccelletti vispi e vivaci, dalle abitudini essenzialmente diurne e moderatamente gregarie, che all'infuori del periodo riproduttivo si muovono in coppie o in piccoli gruppi familiari, i quali passano la maggior parte della giornata alla ricerca di cibo fra l'erba o al suolo.

### Alimentazione
Il negrito della Bolivia mostra dieta essenzialmente granivora, nutrendosi di piccoli semi di piante erbacee e cespugliose, ma mostrando di gradire anche bacche, germogli, foglioline e sporadicamente anche insetti ed altri piccoli invertebrati.

### Riproduzione
Il periodo riproduttivo va da novembre a giugno: si tratta di uccelli dalle abitudini rigidamente monogame, col maschio che corteggia la femmina cantando in maniera molto simile all'affine lucherino della Cordigliera, tenendo le ali semiaperte ed abbassate al suolo, fino a quando essa non segnala l'eventuale disponibilità all'accoppiamento accovacciandosi e spostando lateralmente la coda permettendogli di montarla.

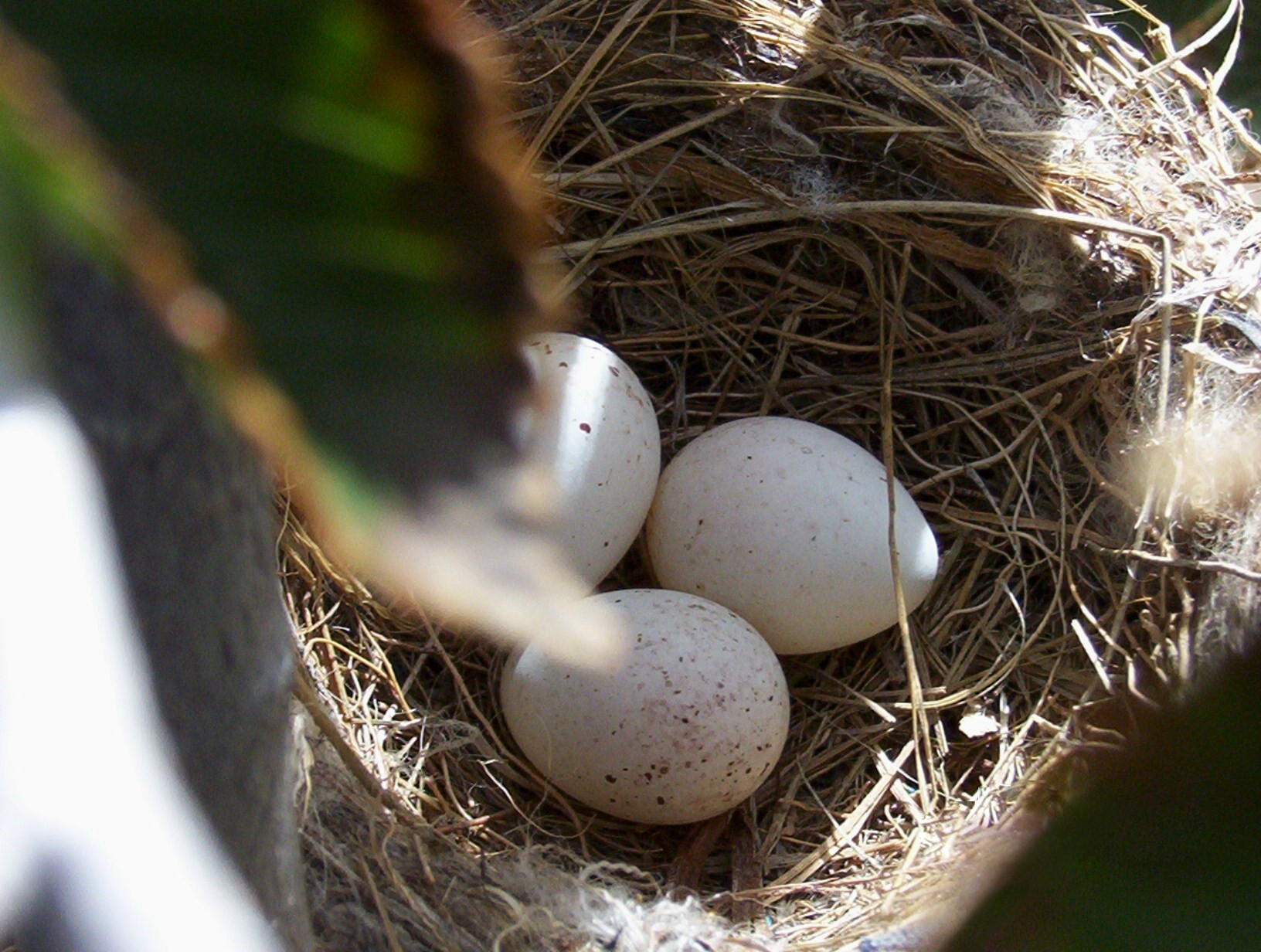
Nido con uova.

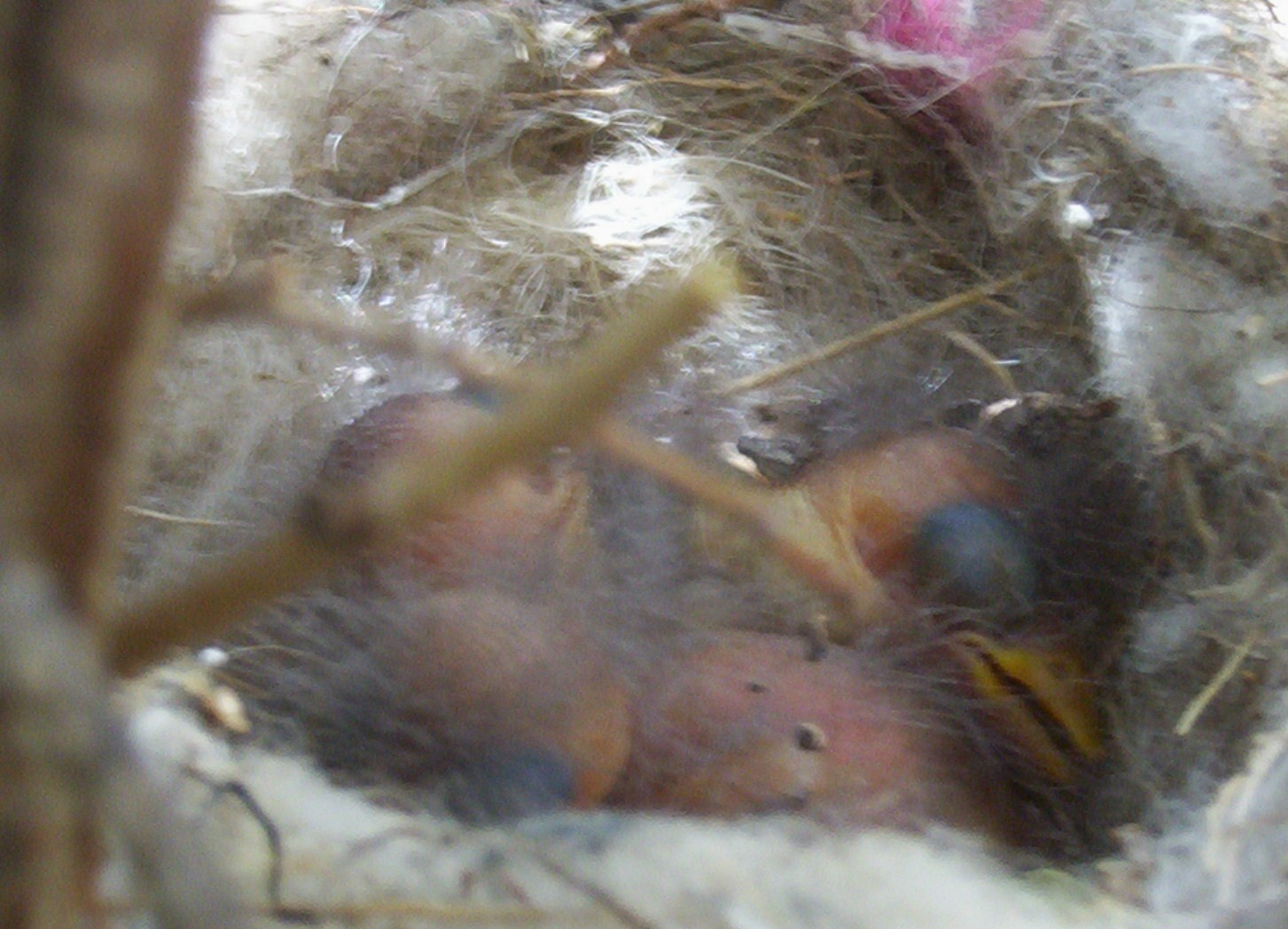
Nido con pulli di pochi giorni di vita.

Il nido ha la forma a coppa tipica dei fringillidi, e viene costruito in un cespuglio o in una cavità fra le pietre, anche in edifici abbandonati: la sua costruzione è a completo carico della femmina, che adopera rametti e fibre vegetali per edificare la parte esterna e lanugine e piumino per foderare quella interna.

All'interno del nido vengono deposte 2-5 uova di colore bianco-rosato, con punteggiature bruno-rossicce sulla metà del polo ottuso: la cova delle uova dura circa due settimane ed è anch'essa appannaggio totale della femmina, col maschio che staziona di guardia nei pressi del nido e si occupa di reperire il cibo per sé e per la compagna.

I pulli sono ciechi ed implumi alla schiusa: abbondantemente imbeccati ed accuditi da ambedue i genitori, essi sono pronti per l'involo già a due settimane dalla schiusa, tuttavia occorreranno almeno altre due settimane prima che essi cessino del tutto di chiedere l'imbeccata ai genitori e si allontanino dal nido in maniera definitiva, disperdendosi.

## Distribuzione e habitat

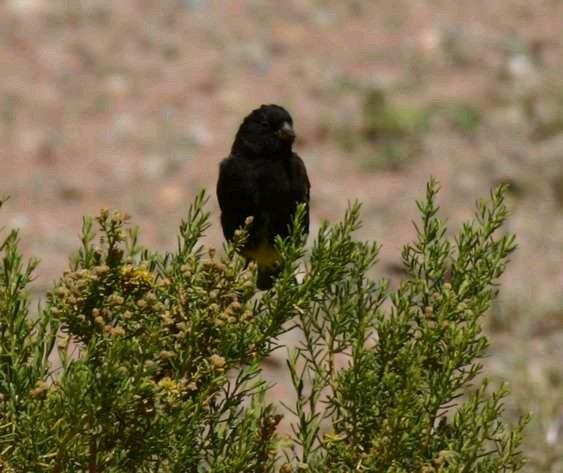
Maschio in natura.

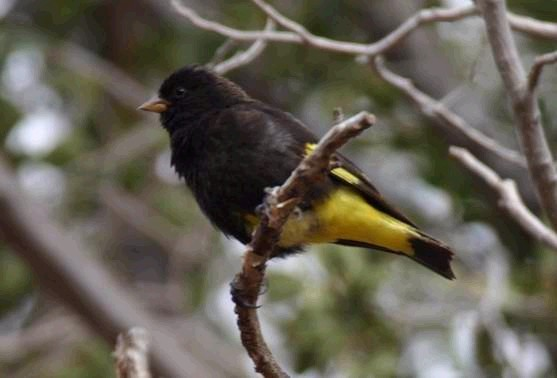
Maschio a Jujuy.

A dispetto del nome comune, il negrito della Bolivia è endemico della Bolivia (della quale abita comunque la porzione sud-occidentale), ma lo si trova lungo una porzione piuttosto ampia delle Ande e dell'Altiplano che va dal centro del Perù (regione di Huánuco) al nord del Cile (regione di Antofagasta, con avvistamenti a sud fino alla regione di Coquimbo e a Santiago) e all'Argentina nord-occidentale (a sud fino alla provincia di Mendoza).
L'habitat di questi uccelli è rappresentato dalle aree rocciose montane e dalla puna, fra i 3500 ed i 4500 m di quota (sebbene nelle parti meridionali del suo areale il negrito tenda a scendere di quota).